# Pelletheizung

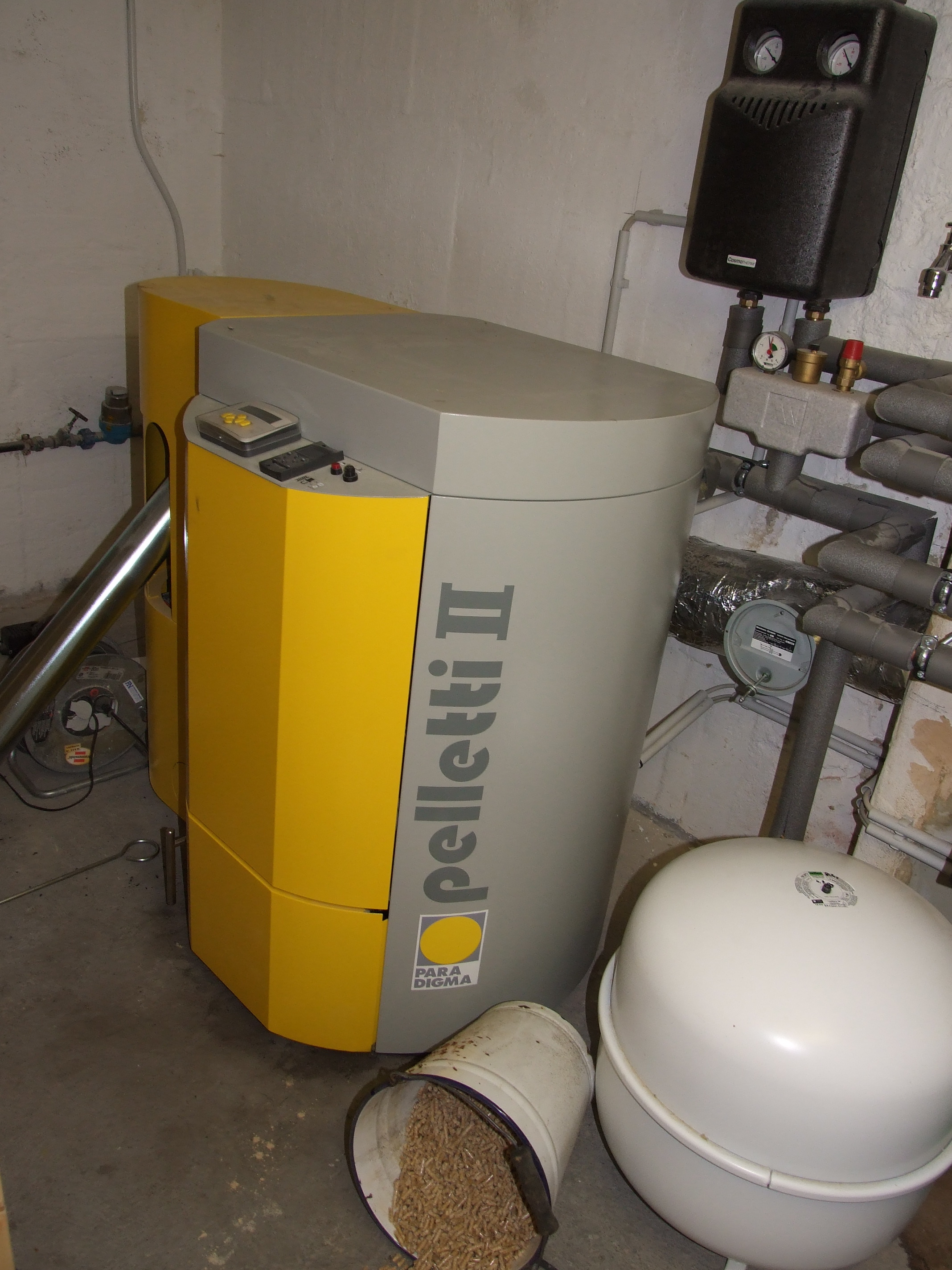
Pelletheizung eines Wohnhauses mit Brennstoffzufuhr über Schnecke (Metallrohr links)

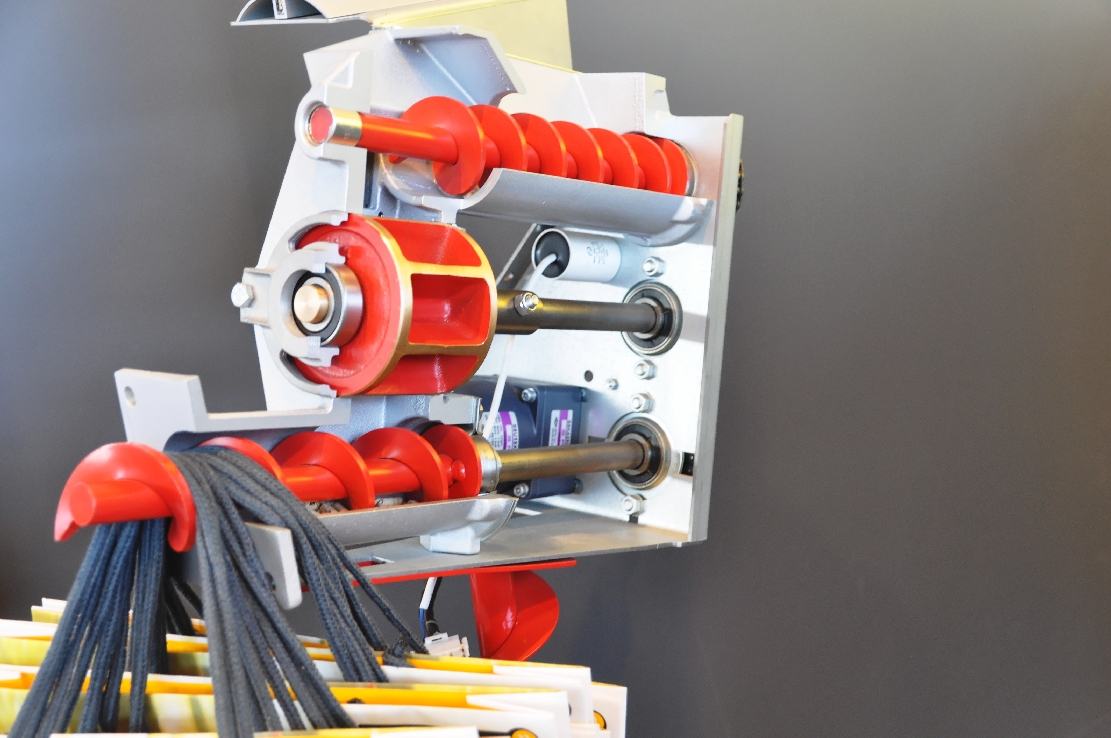
Die verschiedenen Schneckendurchmesser

Eine Pelletheizung (oder auch Pelletsheizung) ist eine Heizung, in deren Heizkessel zumeist Holzpellets (kleine Presslinge aus Holzspänen und Sägemehl) vergast werden. Weitere pelletierte Brennstoffe wie Strohpellets, Halmpellets, Torfpellets, Pellets aus Olivenkernen und Olivenpresstrestern, Kokosnussschalen oder anderen biogenen Reststoffen kommen auch zum Einsatz.
Zentralheizungen mit Holzpellets als erneuerbare Energiequelle sind mit Öl- und Gasheizungen vergleichbar und erreichen einen feuerungstechnischen Wirkungsgrad von über 90 % (heizwertbezogen). Pelletkessel mit Brennwerttechnik erreichen Wirkungsgrade von über 100 % (heizwertbezogen). Der Ausstoß von Feinstaub ist rohstoff- und prinzipbedingt höher als bei Öl- und Gasheizungen.

## Arten

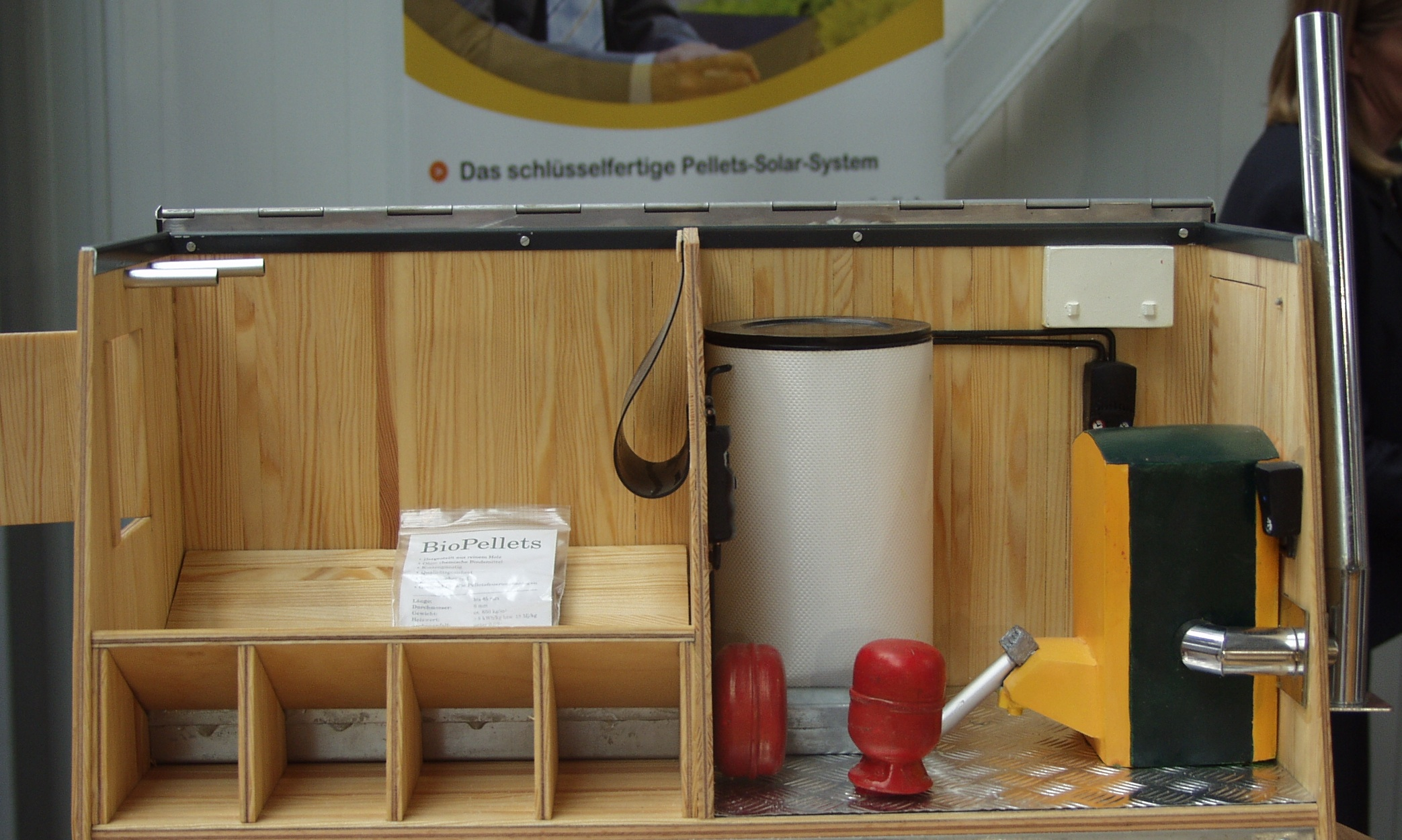
Modell einer Pelletheizung mit Pelletlager (links), Transportschnecke (silber, unten), Kessel (rechts), Pufferspeicher (silber, hinten) und Schornstein

Grundsätzlich sind Pelletheizungen als Anlagen für den Betrieb von zentralen Hausheizungssystemen inklusive Steuerungs- und Regelungstechnik (also Pellet-Zentralheizungen) von Pellet-Einzelöfen mit direkter Wärmeabgabe in den Wohnraum zu unterscheiden.

### Einzelöfen
Pellet-Einzelöfen sind Anlagen im Leistungsbereich von max. 6–8 kW und weniger, die direkt im Wohnraum aufgestellt werden. Sie verfügen über einen kleinen Vorratsbehälter für Brennstoffe, der eine bis wenige Tagesrationen fasst. Brennstoffzufuhr und -zündung und die Regelung der Verbrennung werden automatisch gesteuert, die Ascheaustragung erfolgt von Hand. Eine mobile Steuerung per App oder über das Internet ist wie auch bei anderen Heizsystemen möglich. Die Wärme wird meist direkt an die Raumluft abgegeben. Wasserführende Öfen nutzen einen Teil der Energie, um Wasser zu erwärmen, das sich in Wassertaschen um die Brennkammer befindet. Damit kann die Leistung einer vorhandenen Zentralheizung unterstützt oder im Einzelfall ersetzt werden. Das Angebot an Pellet-Einzelöfen ist ähnlich vielfältig wie bei Scheitholzöfen, auch Ausführungen mit Sichtfenster auf das Feuer oder kombinierte Scheitholz-Pellet-Tischherde werden angeboten.

### Zentralheizungen
Pellet-Zentralheizungen kommen für Nennwärmeleistungen bzw. den Wärmebedarf (= sogenannte Heizlast, Berechnung nach EN 12 831) ab 3,9 kW aufwärts in Betracht.
Pelletheizungen eignen sich nicht nur für den Einsatz in Ein- und Zweifamilienhäusern (bis ca. 30 kW), sondern auch für größere Wohn- oder Betriebseinheiten; in letzterem Fall kommen größere Anlagen oder mehrere in Reihe geschaltete Pelletheizungen (Kaskadenanlagen) mit einigen hundert kW zum Einsatz. Hybrid- oder Kombianlagen können auch zusätzlich mit anderem Brennholz (wie Scheitholz oder Hackschnitzel) beschickt werden.
Pellet-Zentralheizungen laufen primär unter Volllast optimal und sind bis etwa 30 % der Nennleistung regelbar. Kurze Brennphasen wirken sich negativ auf die Brennstoffeffizienz aus, da bei Pelletheizungen die energetisch weniger effiziente Aufwärmphase länger ist als bei Öl- oder Gasfeuerung; entsprechend höher sind dann die Schadstoffemissionen. Abmilderung dieses Nachteils wird erreicht durch die Kombination von Pelletheizungen mit Wärmepuffersystemen, im Allgemeinen über Warmwasserspeicher.

### Anbau-Pelletbrenner
Separate Pelletbrenner, die an einen bestehenden Öl- oder Holzkessel montiert werden, werden als preiswerte Alternative zu einer kompletten Heizungsumstellung angeboten. Die Effizienz in der Verbrennung ist bei diesen Lösungen allerdings verringert. Anders als bei auf Pellet abgestimmte Heizungen oder Öfen werden die Investitionskosten nicht mit öffentlichen Mitteln gefördert.

## Verfahren

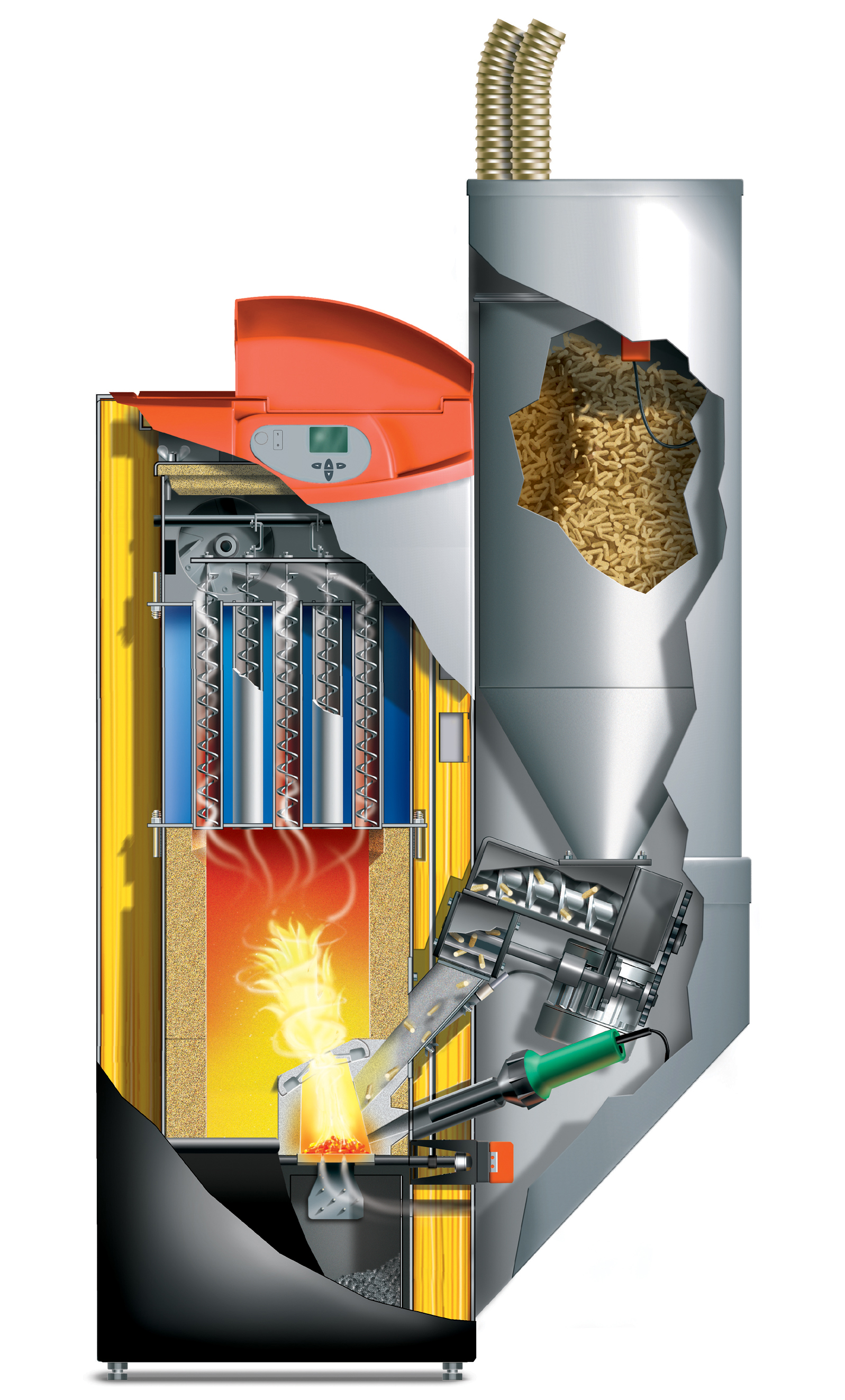
Schnittbild einer Pelletheizung mit Fallschachtfeuerung

Ähnlich wie bei Hackschnitzelheizungen wird der Brennstoff periodisch angeliefert und mittels Zuführeinrichtungen aus dem Pelletlager (Heizanlagen) oder dem Tagesbehälter (Einzelöfen) automatisch bedarfsgemäß in die Brennkammer eingebracht. Für die Verbrennung kommen in Holzheizungen übliche Brennkammern zum Einsatz. Mit der erzeugten Wärme wird bei Pellet-Zentralheizungen Wasser aus dem Heizkreislauf im Kessel der Pelletheizung erwärmt. Die Wärmeverteilung erfolgt genauso wie bei anderen Systemen der Zentralheizung durch das erwärmte Wasser. Anders als bei Öl- oder Gasheizungen ist bei Pelletheizungen die Einbindung eines Warmwasserspeichers in das Heizsystem sinnvoll, aber nicht notwendig. Im Gegensatz zu anderen Holzheizungen können Pelletheizungen über die hochentwickelte Steuer- und Regeltechnik sowie die gute Dosierbarkeit des Brennstoffs bis 30 Prozent der Nennleistung betrieben werden. Die im Brennvorgang erzeugte Wärme wird bis zur Wärmeanforderung durch das Heizsystem – wenn vorhanden – verlustarm gespeichert, was die Bereitstellung der Wärme bis zum erneuten Anlaufen des Kessels sichert.

### Brenner

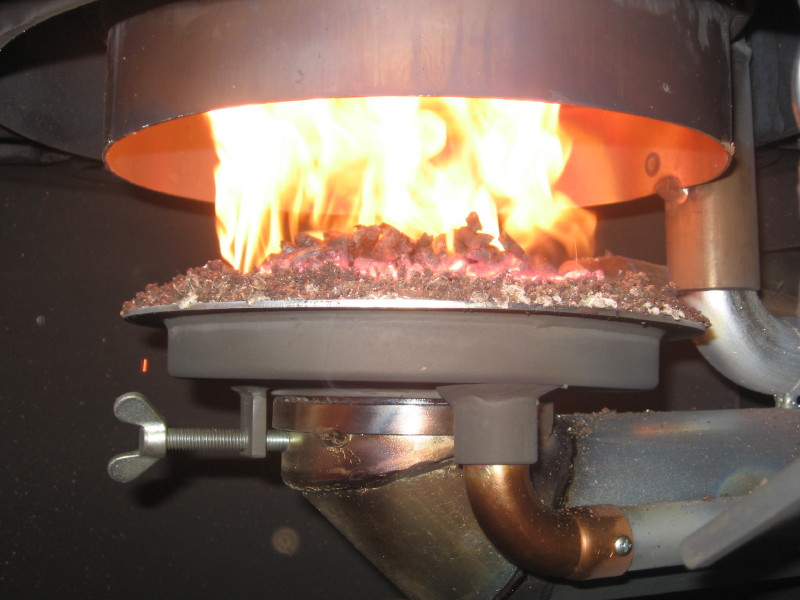
Unterschubfeuerung

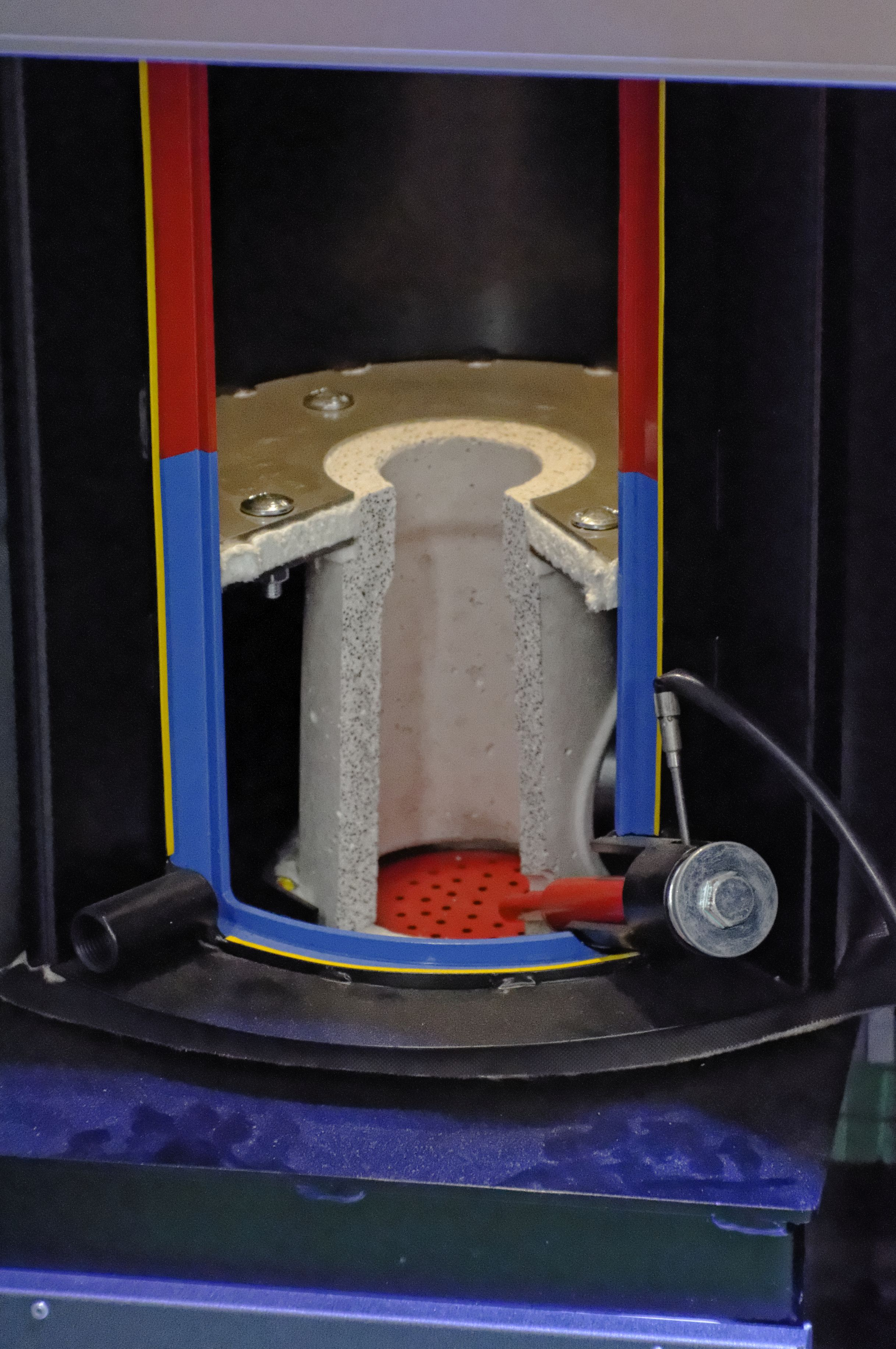
Brennkammer im Querschnitt

Die als Festbettreaktor ausgeführte Feuerungsanlage wird automatisch mit Brenngut versorgt. Die Steuerungs- und Regelungstechnik der Anlage führt den Brennstoff schrittweise in der Menge zu, die der benötigten Wärmeabgabe entspricht. Je nach Ausführung werden die zugeführten Holzpellets entweder mit Heißluftgebläsen automatisch entzündet, oder es wird im Brennraum dauerhaft ein Glutbett erhalten.
Holzpelletheizungen arbeiten mit unterschiedlichen Techniken der Beschickung: Heute aktuell sind die speziell für die Pelletverbrennung entwickelte Fallschachtfeuerung, Unterschubfeuerung, Quereinschubfeuerung, Sturzbrandfeuerung oder der Einsatz eines Walzenrostsystems in Verwendung.
- Bei der Fallschachtfeuerung rutschen die Pellets über eine Fallrinne in einen Brennertopf. Durch die Verwendung eines Brennertopfs ist der Verbrennungsbereich exakt definiert, die Verbrennung kann daher genau gesteuert werden.
- Bei der Unterschubfeuerung werden die Pellets mittels einer Förderschnecke von unten auf einen Brennteller gedrückt, verbrennen dort und die übrig bleibende Asche fällt über den Tellerrand in den darunterliegenden Aschebehälter.
- Die Quereinschubfeuerung funktioniert ähnlich wie die Unterschubfeuerung, nur dass der Brennstoff über eine Förderschnecke von der Seite auf den Brennteller geschoben wird. Dabei können sowohl der Brennteller als auch die Luftzufuhr zur Anpassung an Teilleistungen speziell ausgeformt werden.
- Beim Walzenrostsystem fallen die Pellets von oben auf mehrere, sich langsam drehende Stahlscheiben mit geringem Zwischenraum. Ein Abstreifkamm reinigt bei jeder Umdrehung die Zwischenräume, so dass ebenfalls die Asche ungehindert nach unten durchfallen und Verbrennungsluft nach oben zugeführt werden kann.

Quereinschubbrenner mit besonderer Ausformung der Luftsteuerung (Partitionsbrenner BJ 2006)

- Bei der Sturzbrandfeuerung hingegen fallen die Pellets von oben auf einen Rost in einer Brennkammer. Die Flammen werden mit Hilfe eines Saugzuggebläses durch den Rost nach unten gezogen. Bei diesem System entsteht die geringste Aschemenge.

Um Effizienz und Schadstoffgehalt der Abluft zu optimieren, steuern moderne Pelletbrenner die Verbrennung entweder über einen Temperatur- oder Flammraumfühler in Verbindung mit einer über ein Saugzuggebläse stufenlos regelbaren Verbrennungsluftzuführung oder einer Lambda-Sonde.
Die heißen Verbrennungsgase werden über einen Wärmeübertrager mit manueller oder automatischer Reinigung der Nachheizflächen bzw. Wirbulatoren (auch Turbulatoren genannt) in den Schornstein geführt.
Die anfallende Asche fällt in einen Aschekasten. Um die Intervalle, in denen eine Ascheentnahme nötig ist, zu verringern, wird die Asche teilweise im Aschekasten komprimiert. Vereinzelt werden auch Ascheaustragssysteme eingesetzt, bei denen die Brennrückstände mittels Förderschnecken in Sammelbehälter transportiert werden.

### Wärmeübertragung und -Speicherung
Ebenso wie bei der Verwendung anderer Brennstoffe erhitzt die Verbrennung des Energieträgers im Kessel das Wasser, das als Wärmeüberträger eines Heiz- und/oder Warmwassersystems dient und die Wärmeenergie über Pumpen und Rohrleitungen an den Ort des Verbrauchs transportiert. Da eine weitestgehend vollständige Verbrennung der Holzpellets nur im Regelbetrieb möglich ist und während der Aufwärm- und der Ausbrandphase größere Verluste und höhere Emissionen entstehen, wird bei Heizanlagen das erwärmte Wasser in der Regel wie bei Scheitholzheizungen zunächst in einen Pufferspeicher geleitet, von wo es von den Verbrauchern je nach Bedarf abgerufen wird. So werden ausreichend lange unterbrechungsfreie Feuerungsperioden gewährleistet.

### Messung, Steuerung und Regelung

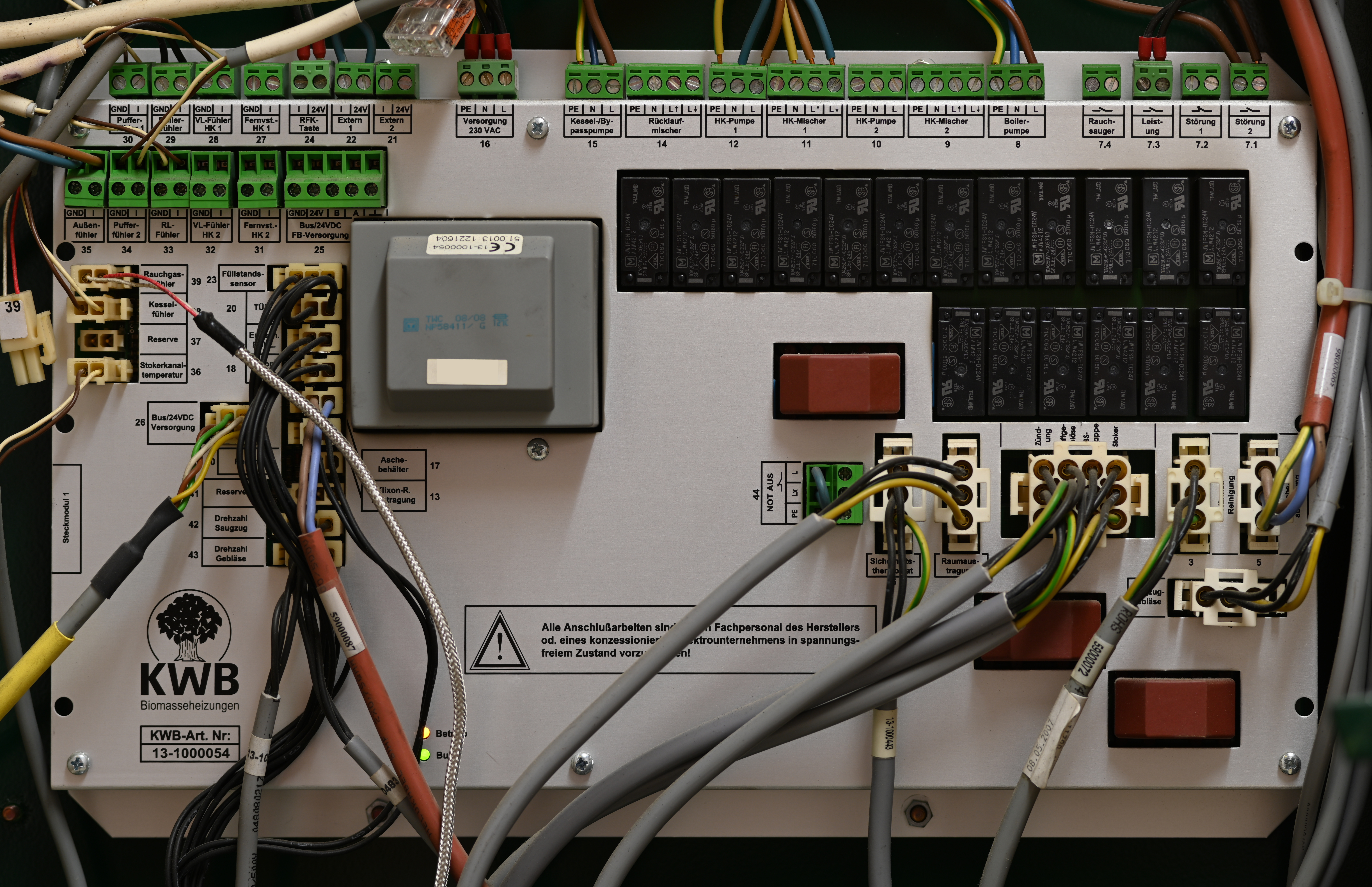
Steuerung eines Pelletkessels

Die Mess-, Steuer- und Regeltechnik der Pelletheizung ist in der Regel aufwändiger als die vergleichbarer Heizsysteme mit fossilen Brennstoffen. Zum einen erfordert die Einbindung eines oder mehrerer Wärmespeicher eine Regelung der Warmwasserspeicherung, -abgabe und -nachlieferung, zum anderen ist die Regelung von Brennstoffzufuhr, Brennluftzufuhr und Feuerung aufwendiger.

### Sicherheitseinrichtungen
Wegen der Besonderheiten des Brennstoffs verfügen Pelletheizungen über andere Sicherheitseinrichtungen als Öl- oder Gasbrenner. So sind alle modernen Holzpelletheizungen mit einer Rückbrandsicherung ausgestattet, die einen Rückbrand in den Zubring-/Lagerbereich der Pellets unmöglich macht. Unterdruckregelungen im Feuerraum verhindern das Austreten giftiger oder brennbarer Gase in den Heizungsraum, ein Überhitzungsschutz bei manchen Anlagen > 25 kW oder Kombikessel wird durch Sicherheitswärmetauscher ermöglicht, die bei Überhitzung automatisch kaltes Wasser durch einen Wärmetauscher leiten.

### Leistungsbereich und Wirkungsgrad
Pelletheizungen sind in allen Leistungsbereichen ab ca. 3,9 kW verfügbar, als Einzelöfen zwischen ca. 4 und 20 kW. Die meisten heute verfügbaren Anlagen verfügen über eine Leistungsregelung über die Brennstoff- und Verbrennungsluftzufuhr, so dass sie sowohl bei Volllast als auch bei Teillast betrieben werden können.
Derzeit erreichen Pelletkessel bei Volllastbetrieb (Nennwärmeleistung) im Heizwert-Betrieb einen feuerungstechnischen Wirkungsgrad von rund 85–95 %. Mit Pelletkesseln in Brennwert-Technik können Kesselwirkungsgrade bis zu ca. 106 % erreicht werden. Hierbei wird durch die Kondensation des Wasserdampfes in den Abgasen zusätzlich die Verdampfungsenergie (zumindest teilweise) zurückgewonnen. Dadurch erreicht man eine Abgastemperatur von nur 30 °C-40 °C. Als Material für den dafür notwendigen Wärmetauscher kommen korrosionsbeständige Materialien wie Edelstahl oder Graphit zum Einsatz. Es sind besondere Maßnahmen im Kamin und die Abführung des so kondensierten Wassers nötig (350 Liter pro Tonne Pellet).
Von wenigen Ausnahmen abgesehen sinkt der Wirkungsgrad ab, wenn der Pelletkessel im Teillastbereich arbeitet. Die hier beschriebenen feuerungstechnischen Wirkungsgrade können stark von den tatsächlichen Anlagenwirkungsgraden abweichen, aus dem Grund spielt das Anlagen-Konzept eine große Rolle. Der Einsatz eines hinreichend großen Pufferspeichers ist sinnvoll.

### Automatisierungsgrad, Betreuung und Wartung

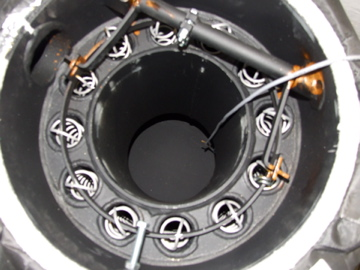
Geöffneter Pelletkessel. Kreisförmig angeordnete Rauchgaszüge (hier 12) im Wärmetauscherbereich. Um die sich an den Rohrwänden absetzenden Verbrennungsrückstände zu entfernen, sind Schraubenfedern eingelassen, die elektromotorisch über die Welle in regelmäßigen Abständen bewegt werden. Ein Großteil der Aschenreste fällt so in den Verbrennungsraum zurück.

Viele Vorgänge moderner Pelletheizungen laufen automatisch ab. Notwendige regelmäßige Arbeiten an der Heizung sind Befüllung des Lagers, Entnahme der Asche und, bei einfacheren Modellen, die Reinigung der Rauchzüge. Für regelmäßige Reinigungs- und Wartungsarbeiten sind gegenüber Öl- oder Gasheizungen in der Regel kürzere Intervalle notwendig. Üblich sind Abstände von mehreren Wochen (Ascheentsorgung) oder einigen Monaten (Reinigung des Verbrennungsraumes), für einzelne Pellet-Zentralheizungen genügen aufgrund von Weiterentwicklungen inzwischen jährliche Betreuungsintervalle. Eine den Öl- oder Gasheizungen vergleichbare Bedienerfreundlichkeit ist ein wichtiges Entwicklungsziel von Herstellern.

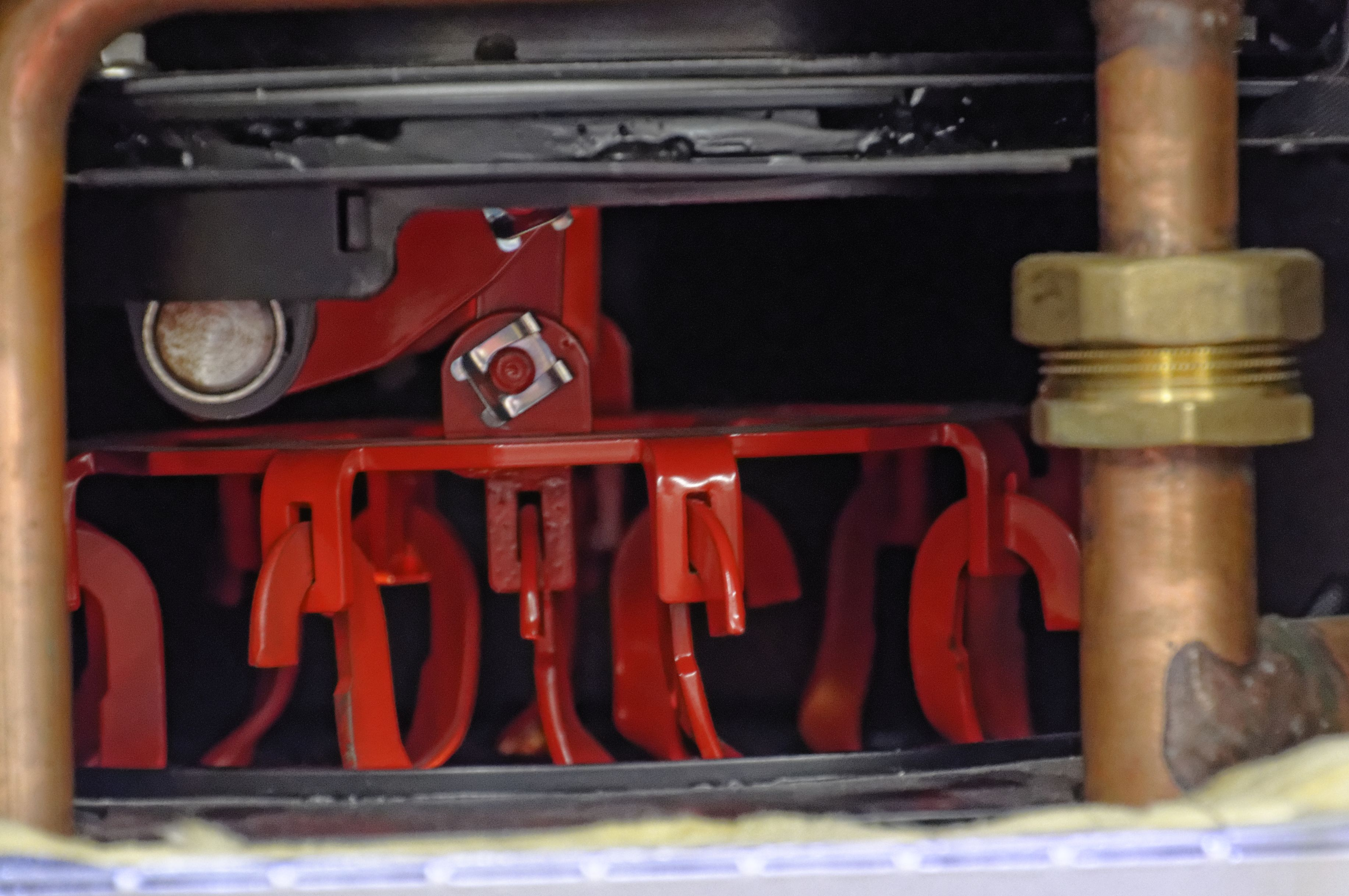
Rauchgaszüge von der Seite

### Brennstoffbezug

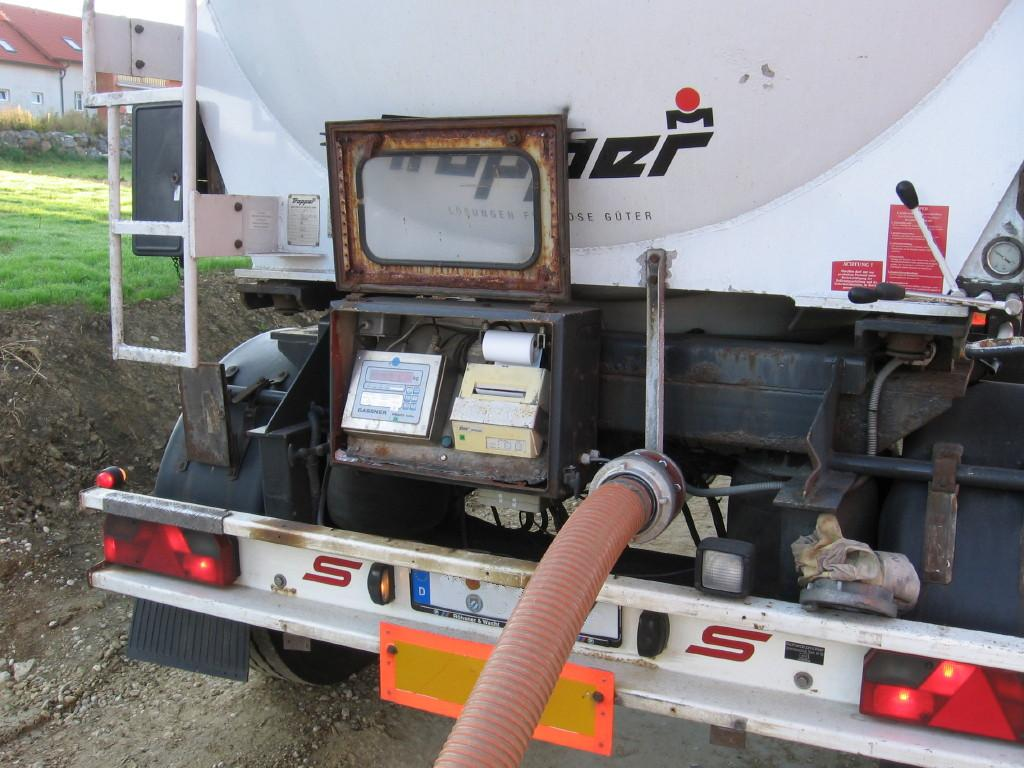
On-Board Wiegesystem eines Silofahrzeugs für Holzpellets

Der Brennstoff wird als Sackware (15–20 kg) zur händischen Befüllung, in 1–2 m³ großen Kunststofftüten (Bigbags) oder lose angeboten. Während Sackware vor allem für Einzelöfen oder Kleinstanlagen in Frage kommt, setzt die Nutzung von Bigbags entsprechende Aufhängesysteme und Hubtechnik voraus.
Die Anlieferung loser Holzpellets erfolgt meist durch ähnliche Silofahrzeuge wie die Lieferung von Futterpellets. Die Pellets werden eingeblasen, außer bei staubdichten Sacksilos, und bei Lagerräumen wird dabei üblicherweise gleichzeitig Luft abgesaugt, um die Druckbelastung auf das Lager zu verringern und geringe Mengen Pelletstaub aus der Lagerluft zu entfernen. Typische Zustellmengen für Endverbraucher liegen bei 3–10 Tonnen.

### Lagerung und Austragung

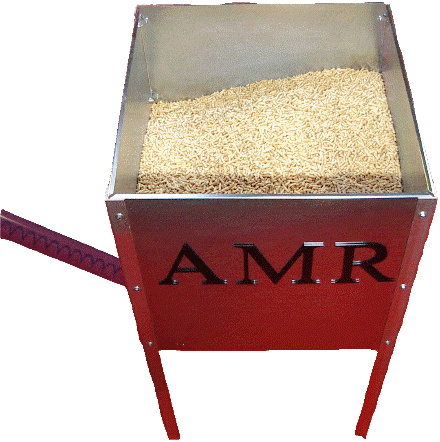
Tages-Vorratsbehälter

Die Holzpellets werden in loser Schüttung in einem Tank oder Lagerraum gelagert und mittels eines Fördersystems dem Brenner zugeführt. Der Lagerraum muss trocken sein, da die Pellets stark hygroskopisch auf Mauer- oder zu hohe relative Luftfeuchte (über 80 Prozent) während der Lagerung mit Zerbröseln reagieren. Bei feuchten Räumen (auch zeitweise) sind vorzugsweise Fertiglager oder ein fachgerechter Feuchteschutz einzusetzen, um die Pelletqualität sicherzustellen.
Im Vergleich zu Öl benötigen Holzpellets etwa das doppelte (Flachbodenlager) oder dreifache (Schrägbodenlager) Lagervolumen. Die Anforderung an den Lagerraum ist technisch geringer, da Pellets im Unterschied zu Heizöl keine wassergefährdenden Stoffe sind.
Der Boden wird in Trichterform – üblicherweise in Holzkonstruktion – errichtet, an dessen unterem Ende der Einlass einer Schnecke oder Entnahmesonden für ein Gebläse zu finden sind. Entnahmestellen können redundant ausgelegt werden, um Störungen vorzubeugen. Alternativ zum Lagerraum mit Trichterboden gibt es vorgefertigte Tanks aus Gewebe oder Stahlblech. Wenn im Gebäude kein ausreichender Raum vorhanden ist, können vergrabene Erdtanks oder freistehende Silos eingesetzt werden.
Zur Beschickung können Riesel-, Sauggebläse- oder Schneckensysteme („Saugschnecken“) benutzt werden. Die Wahl hängt primär von der Entfernung des Lagers zum Kesselraum ab, für Entfernungen über 2 m sind meist mehrstufige oder flexible Schneckenförderungen nötig. Gebläsesysteme können flexibel eingesetzt werden und fördern bis über 20 m. Die Austragung aus dem Lagerraum oder -behälter wird unterstützt durch einen schrägen Behälterboden oder Trichterauslauf.
Brennersysteme mit aktiver Austragungssteuerung versorgen sich selbst mit der benötigten Brennstoffdosis. Anderenfalls ist zusätzlich noch ein kleiner Zwischenspeicher nötig, aus dem sich der Brenner bedient.
Bei fehlerhafter Belüftung kann es zu Kohlenmonoxidvergiftungen im Lagerraum kommen.

## Marktentwicklung
Pellets als gepresste Sägespäne zur energetischen Nutzung und Pellet-Kaminöfen wurden in den 1970er Jahren in den USA entwickelt. Seit dem Ende der 1970er Jahre stiegen europäische Heizkesselhersteller, vor allem in Skandinavien und Österreich, in die Entwicklung der Pelletheizung ein. Der Markt für Holzpelletheizungen in Deutschland entwickelte sich erst später, nachdem 1997 die Verwendung von Holzpellets in Deutschland freigegeben wurde. Heute ist Deutschland der umsatzstärkste Absatzmarkt für Holzpelletheizungen.
In Österreich liegt der Anteil von Pelletheizungen im Neubau nach Branchenberichten bei 35 %, der Bestand an Pelletheizungen steigt jährlich um ca. 10 %. Mit 12,6 Pelletheizungen pro 1.000 Einwohner hat Österreich die höchste Dichte an Pelletheizungen in Europa. 2020 wurden in Österreich 8.132 Pelletkessel und mindestens 1.800 Pelletsöfen gekauft. In Deutschland waren im Jahr 2021 rund 570.000 Pelletanlagen (Zubau 2021: 86.500) in Betrieb.

## Wirtschaftlichkeit und Betriebskosten
Die Anschaffungskosten einer Pelletanlage sind höher als vergleichbarer Gas- und Ölheizungen, aber die Heizkosten sind – je nach Brennstoff und aktuellem Brennstoffpreis – in Mitteleuropa häufig günstiger als bei fossilen Brennstoffen. Zu berücksichtigen sind auch Wartungs-, Schornsteinfeger- und ggf. Reparaturkosten. Bei größeren Anlagen sinkt der Anteil der Investitionskosten gegenüber den Betriebskosten, so dass dort eine Kostenersparnis schneller einsetzt als bei Kleinanlagen. Wiederum stehen für die Wärmeversorgung größerer Objekte weitere erneuerbare Alternativen zur Verfügung, die gegenüber Pelletheizungen noch geringere Heizkosten aufweisen, darunter Hackschnitzelheizungen oder Abwärme von Biogasanlagen.

### Förderung
- In Deutschland wird der Einbau von Pelletheizungen im Rahmen der Bundesförderung effiziente Gebäude (BEG) vom Bundesamt für Wirtschaft und Ausfuhrkontrolle (BAFA) bzw. der Kreditanstalt für Wiederaufbau (KfW) gefördert (Direktzuschüsse bzw. Kreditförderung mit Tilgungszuschüssen in gleicher Höhe). Der Zuschuss beträgt 35 % der förderfähigen Kosten für Pelletöfen mit Wassertasche (wasserführende Öfen), und Pelletkessel mit Pufferspeicher. Ein zusätzlicher Bonus von 10 % der förderfähigen Kosten wird gewährt, wenn eine alte Ölheizung ausgetauscht wird. Die Kombination mit einer förderbaren thermischen Solaranlage ist mit denselben Fördersätzen förderfähig. Besonders staubemissionsarme Feuerungen (≤ 2,5 mg Staub/m³ Abgas) erhalten einen zusätzlichen Zuschuss von 5 % der Gesamtkosten. Wenn der Einbau der geplanten Holzfeuerungsanlage Bestandteil eines individuellen Sanierungsfahrplans, der aus dem Förderprogramm „Bundesförderung für Energieberatung für Wohngebäude“ gefördert wurde und der nicht älter als 15 Jahre ist, gibt es einen zusätzlichen Bonus von 5 % bei der Förderung.[17]

- Auch in Österreich gibt es für neue Zentralheizungsanlagen oder die Umstellung auf Pelletheizung Zuschüsse von Bund, den Bundesländern und einzelnen Gemeinden.
- In der Schweiz werden Holzpelletheizungen ebenfalls gefördert. Dies ist kantonal unterschiedlich geregelt.
- In Belgien zahlt die Wallonische Region 2008–2009 folgende Prämien je Anlage: 1.750 € bis 50 kW (+35 € je kW bis 100 kW), 3.500 € für 100 kW (+18 € je kW bis 500 kW), 10.700 € für 500 kW (+8 € je kW bis maximal 15.000 €).

## Brennstoff

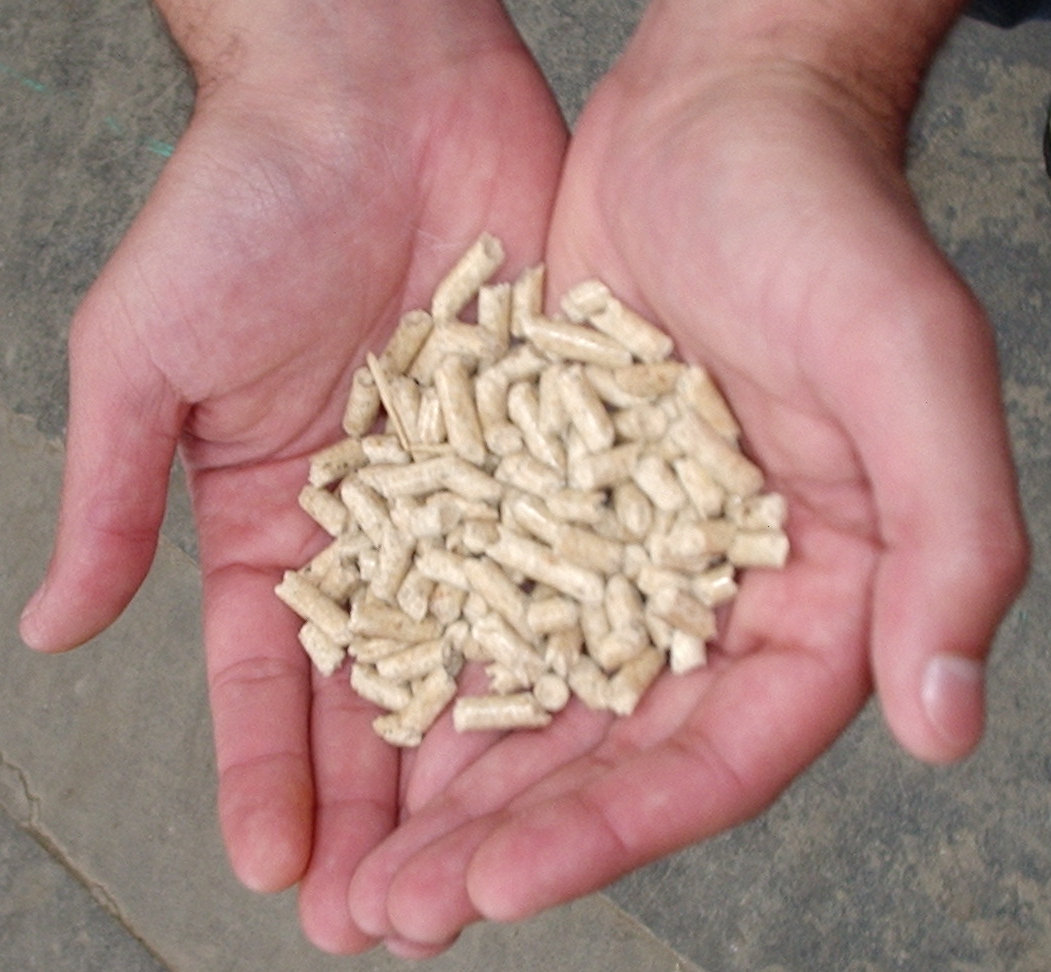
Holzpellets

ENplus A1-zertifizierte Holzpellets haben einen Heizwert von mindestens 4,6 kWh/kg.  Der Energiegehalt von einem Kilogramm Pellets kommt damit ca. einem halben Liter Heizöl gleich.

### Preisentwicklung
Auf dem Pelletmarkt hat es in den vergangenen Jahren starke Zuwächse bei Angebot und Nachfrage gegeben. Nach einem anfänglich recht hohen Preis nach Markteinführung Ende der 1990er-Jahre, einer Phase relativ niedriger Preise um 3,5 Cent/kWh in Deutschland von 2002 bis 2005 und mehreren Monaten hoher Pelletpreise von mehr als 5 Cent/kWh im Winter 2006/07 wegen Angebotsengpässen haben die Hersteller ihre Kapazitäten stark ausgebaut, so dass der mittlere Handelswert langjährig stabil unter 5 Cent/kWh liegt. Zwischen 2011 und Juni 2021 lag das Preisniveau zwischen ca. 4,32 und 5,71 Cent/kWh bei einem Mittel von 4,60 Cent/kWh. 2008 wurde das Minimum von 3,46 Cent/kWh erreicht, seitdem steigt der Pelletpreis inflationsbedingt. 2018 wurden Preise zwischen ca. 4,73 und 5,22 Cent/kWh erreicht, 2020 zwischen 4,47 und 5,24 Cent/kWh. Zu Beginn des Jahres 2022 ist der Preis für Pellets sowohl in Deutschland, Österreich als auch der Schweiz deutlich gestiegen und im Frühling nicht wie sonst jahreszeitbedingt üblich, gesunken. Gründe waren die durch den Krieg Russlands in der Ukraine gestiegenen Produktions- und Transportkosten sowie eine weltweit hohe Nachfrage nach Holzprodukten.
Erst im Frühjahr 2024 sanken die Preise wieder unter 7 Cent/kWh.
Im Vergleich zu Erdgas lässt sich die Preisentwicklung in Österreich objektiv anhand der Österreichischen Preisindices der Produkte beobachten: Im Jänner 2013 lag der Pelletpreisindex bei 139,91 gegenüber dem Basiswert Jänner 2006, das heißt, der Pelletpreis stieg in diesen 7 Jahren auf das 1,40-fache gegenüber dem Österreichischen Gaspreisindex von 143,75, d. h. der Gaspreis stieg in diesen 7 Jahren auf das 1,44-fache (zur Verdeutlichung der üblichen Preisschwankungen siehe Gaspreisentwicklung).
Für die Anlieferung loser Ware kann eine Einblaspauschale von netto ca. 30 € erhoben werden; unter 3 Tonnen Liefermenge werden oft Mindermengenaufschläge fällig. Die 15-kg-Sackware kostet zwischen 7 und 20 % mehr als lose Ware und auch für Bigbags (750 bis 1000 kg) werden Aufschläge berechnet.

### Rohstoffherkunft und Brennstoffalternativen
Neben ca. 90 % Sägerestholz (Sägespänen), das beim Einschnitt von Holz im Sägewerk als Restholz anfällt, wird zur Pelletherstellung zu ca. 10 Prozent (je nach Jahr etwas schwankend) auch Holz eingesetzt, das bei der Durchforstung von Wäldern anfällt und für einen Einsatz im Sägewerk entweder einen zu niedrigen Durchmesser oder eine zu schlechte Qualität aufweist. Diese Holzsortimente werden auch von der Holzwerkstoff-, der Zellstoff- und der Papierindustrie nachgefragt. Die Zuwachsraten und Gesamtverbräuche der Holzpelletnutzung stärken die Nachfrage im Bereich der geringeren Holzqualitäten. Zu den Möglichkeiten zur Erhöhung des Rohstoffangebots würden die Ganzbaumnutzung, die verstärkte Nutzung schnell wachsender Holzarten und die Anlage von Kurzumtriebsplantagen auf landwirtschaftlichen Flächen zählen. Während die Energieholzerzeugung auf Ackerflächen aus Umweltsicht ein Gewinn sein kann, können bei der Intensivierung der Rohstoffausbeute im Forst Zielkonflikte mit Natur-, Umwelt- und/oder Bodenschutz auftreten. Zur Rohstoffherkunft siehe auch Holzpellet#Kritik.
Alternative Brennstoffe zum Betrieb von Pelletheizungen wären denkbar, aber in Deutschland aufgrund ihres komplizierteren Verbrennungsverhaltens, ihres höheren Schadstoffpotenzials und der strengen Luftreinhaltevorschriften kaum realisierbar. Neben Strohpellets sind Reststoffpellets (z. B. Mühlenrückstände) und weitere pelletierte Biomasse wie z. B. Riesen-Chinaschilf (wird in der Praxis kaum genutzt) oder Rapskuchen mögliche Rohstoffe. Nicht-holzartige Biomasse könnte in Pelletform für Biomasseheizkraftwerke genutzt werden, ist jedoch derzeit für Pelletheizungen i. d. R. ungeeignet, da diese Brennstoffe sowohl bei der Verbrennungstechnik (z. B. wegen hohem Siliziumanteil und Versinterungen) als auch bei der Abgasreinigung einen erhöhten Aufwand benötigen. Getreide als Brennstoff benötigt hierfür geeignete Anlagen (Getreideverbrennung) und ist gemäß der Verordnung über kleine und mittlere Feuerungsanlagen in der Anwendung stark beschränkt.

## Umweltverträglichkeit
Zentrale Aspekte bei der Umweltverträglichkeit der Pelletheizung sind die Rohstoffherkunft, die bei der Verbrennung entstehenden Schadstoffemissionen sowie die Klimabilanz.

### Klimaschutz
Da Pellets aus dem nachwachsenden CO2-neutralen Rohstoff Holz bestehen, kann deren Klimabilanz günstiger ausfallen als bei fossilen Brennstoffen. Die Menge an CO2, die bei der Verbrennung freigesetzt wird, entspricht genau der Menge CO2, die beim Wachstum des Holzes in dieses eingebunden wurde.
Diese Verbrennung wird als klimaneutral angesehen, solange Holz aus nachhaltiger Forstwirtschaft eingesetzt wird, bei dem auf der Fläche nicht mehr Holz eingeschlagen wird als dort nachwächst. Gleichwohl entstehen bei der Herstellung der Holzpellets CO2-Emissionen, so dass ihr Einsatz nicht vollständig klimaneutral ist. Die Herstellung, insbesondere die Trocknung sollte unter möglichst geringem Einsatz fossiler Energie erfolgen.
Der CO2-Ausstoß von Holzpellets beträgt etwa 22,3 g/kWh Endenergie, bei Heizöl liegt der Wert bei etwa 317,9 g/kWh. Nach dem Globalen Emissions-Modell Integrierter Systeme (GEMIS) weist der Lebenszyklus von Holzpellets (inklusive Transporte und Materialvorleistung) als Koppelprodukt höherwertiger Holznutzung einen Aufwand nicht-erneuerbarer Energien von etwa 10 % der Nutzenergie aus. Aufgrund der Förderung von Pelletheizungen ist die Nachfrage nach Pellets deutlich angestiegen. Daraus resultieren Nebenwirkungen wie ein Preisanstieg bei der Anlagentechnik. Je nach aktueller Rohstoffversorgung kann auch eine vermehrte Verwendung von Waldholz, anstatt von Sägerestholz auftreten. Jedoch bewegt sich der Rohstoffanteil von Sägerestholz für die Pelletproduktion in Deutschland seit Jahren mindestens bei 85 %, meist jedoch über 90 %. Zuletzt wurden im vierten Quartal 2024 95,3 % Sägeresthölzer als Rohstoffe verwendet.

### Energiesicherheit und regionale Wertschöpfung
Durch den Einsatz des biogenen Energieträgers Holzpellets wird die Abhängigkeit von fossilen Energieträgern, die zum großen Teil importiert werden, reduziert. Dabei kann im Unterschied zu fossilen Brennstoffen bei der Nutzung von Holzpellets auf regional erzeugte Brennstoffe zurückgegriffen werden. Die Ausgaben für den Brennstoff bleiben dann weitgehend in der eigenen Region und erhöhen dort die Wertschöpfung. Importierte Pellets sollten aus Reststoffen nachhaltiger Waldbewirtschaftung stammen.

### Emissionen

#### Schwefeldioxid (SO2)
Holzpellets nach aktuell gültiger ISO 17225-2 haben bei der Qualitätsklasse A1 einen Schwefelgehalt von maximal 0,04 Gew-% und bei den Qualitätsklassen A2 und B 0,05 %, der zwischen Erdgas nach Spezifikation des DVGW (max. 30 mg/m³ bzw. 8 mg/kWh zuzüglich Schwefelanteile aus durchschnittlicher Odorierung) und leichtem Heizöl (maximal 0,1 Gew-% nach § 10 der 10. BImSchV) liegt. Laut Umweltbundesamt (UBA) beträgt die Freisetzung von SO2 über den gesamten Lebenszyklus von Holzpellets aus der Restholzverwertung etwa 0,050 g/kWh. Heizöl (Brennwerttechnik) und Erdgas bilanzieren mit 0,126 g/kWh bzw. 0,011 g/kWh Endenergie.

#### Ozonbelastung
Die Ozonbelastung durch Freisetzung von Ozon-Vorgängerstoffen (Stickoxide, Kohlenstoffmonoxid, Methan und flüchtige organische Verbindungen) wird für die Verbrennung von Holzpellets vom Umweltbundesamt mit 1,074 g/kWh Endenergie angegeben (aufsummierter Wert aus CH4, NOx, CO und NMVOC), etwa um den Faktor zwei mehr als bei der Verbrennung von Heizöl mit (0,545 g/kWh) und genauso viel bei Erdgas (1,072 g/kWh). Da die vermehrte Bildung von Photooxidantien aufgrund der dazu notwendigen intensiven Sonnenstrahlung hauptsächlich in den Sommermonaten ein Problem darstellt („Sommersmog“), während Raumheizungen naturgemäß überwiegend im Winter arbeiten, wird dieser Emission aber vergleichsweise wenig Problempotential zugeschrieben.

#### Gesamtstaub
Die direkten Staubemission des deutschen Anlagenbestandes 2018 waren bei Pelletkesseln (65 mg/kWh) deutlich niedriger als die von Kaminen oder Kachelöfen (380 mg/kWh) und auch niedriger als die von Pelleteinzelraumfeuerungen (101 mg/kWh), Holzvergaserkesseln (120 mg/kWh) und Kohleöfen (67 mg/kWh bei Steinkohle, 286 mg/kWh bei Braunkohle), überschritten jedoch die direkten Staubemissionen vergleichbarer Öl- und Gasfeuerungsanlagen (3 mg/kWh Öl bzw. >0 mg/kWh Gas). Unter Berücksichtigung der Emissionen der Vorkette inkl. fremder Hilfsenergie (96 mg/kWh Braunkohle, 19 mg/kWh Öl, 8 mg/kWh Steinkohle, 6 mg/kWh Gas bzw. Pellets und Briketts, 2 mg/kWh Brennholz und Hackschnitzel) und Reduktion der direkten Emissionen durch Staubabscheider lassen sich aber vergleichbare Werte wie bei Öl- und Gasheizungen erzielen.
Der Grenzwert für Staub liegt bei mit Scheitholz befeuerten Einzelraumfeuerungsanlagen bei 40 mg/m³ und bei luftgeführten Pelletkaminöfen ohne Wassertasche bei 30 mg/m³. Neu zu installierende Pelletzentralheizungen müssen wie andere Festbrennstofffeuerungen in Deutschland auch durch optimierte Verbrennung den 2010 und 2015 in zwei Schritten verschärften Staubgrenzwert von 20 mg/m³ Abgas sowohl auf dem Prüfstand als auch bei der Inbetriebnahme und dann alle zwei Jahre bei Praxismessungen durch den Schornsteinfeger einhalten.
Der Dauerbetrieb bei 100 % Volllast ist eine Betriebsart, die bezüglich der Emissionen bei allen Heizungen zu optimalen Werten führt. Unterschiedliches Verhalten bei Teillast oder im Intervallbetrieb führt typischerweise zu höheren Emissionen. Daher entsprechen die bei Volllast gemessenen Werte auf dem Prüfstand und bei den Schornsteinfegermessungen nicht den tatsächlichen Emissionen im Praxisbetrieb.
Die Zahlen des Umweltbundesamtes für den Anlagenbestand weisen die gesamten Staubemissionen aus. Zu berücksichtigen ist, dass bei allen Arten von Holzfeuerungen die Feinstaubemissionen (PM10) etwa 95 % der Gesamtstaubemissionen ausmachen. Gleichwohl beziehen sich die Grenzwerte der Ersten Verordnung zur Durchführung des Bundes-Immissionsschutzgesetzes (Verordnung über kleine und mittlere Feuerungsanlagen - 1. BImSchV) und daher auch die auf dem Prüfstand und vom Schornsteinfeger gemessenen Werte auf die gesamten Staubemissionen inklusive derjenigen Staubfraktionen, die gröber als Feinstaub sind. Dies gilt auch für die UBA-Emissionswerte für den Anlagenbestand.
Erst etwa seit 2020 werden Anlagen mit elektrostatischem Staubabscheider angeboten. Dabei werden bei Nennlast Werte < 1 mg/m³ erreicht.

## Kritik
Eine Studie der Österreichischen Gesellschaft für Umwelt und Technik vergleicht Kapitalkosten und laufende Kosten von Heizöl-, Erdgas-, Pellet- und Scheitholzheizungen unter verschiedenen Heizwärmeverbräuchen (20, 30 bzw. 40 MWh pro Jahr) und verschiedenen Energiepreisszenarien (gering, mittel, hoch). Dabei rechnen sich Pelletsheizungen, wie auch die anderen untersuchten Heizformen in keinem Szenario gegenüber Scheitholzheizungen, gegenüber Gasbrennwertkesseln rechnen sie sich in 5 der 9 Szenarien (bei einem höheren Heizenergieverbrauch bzw. höheren Energiepreisen), gegenüber Ölbrennwertkesseln (auch gegenüber dem Weiterbetrieb einer alten Ölheizung ohne Investitionskosten) rechnen sie sich in 7 der 9 Szenarien (ebenfalls bei einem höheren Heizenergieverbrauch bzw. höheren Energiepreisen).
(Weitere Kritik findet sich im Artikel Holzpellet.)